# كوكونت كريك
كوكونت كريك (بالإنجليزية: Coconut Creek)‏ هي مدينة أمريكية تقع في ولاية فلوريدا. تبلغ مساحة هذه المدينة 30.5 (كم²)،ويبلغ عدد سكانها 52909 نسمة حسب إحصاء سنة 2010 م 52909.

## أعلام
- برايس هنتر
- داني فين
- لويغي فيورافانتي
- بيرني لايتون